# Iridium

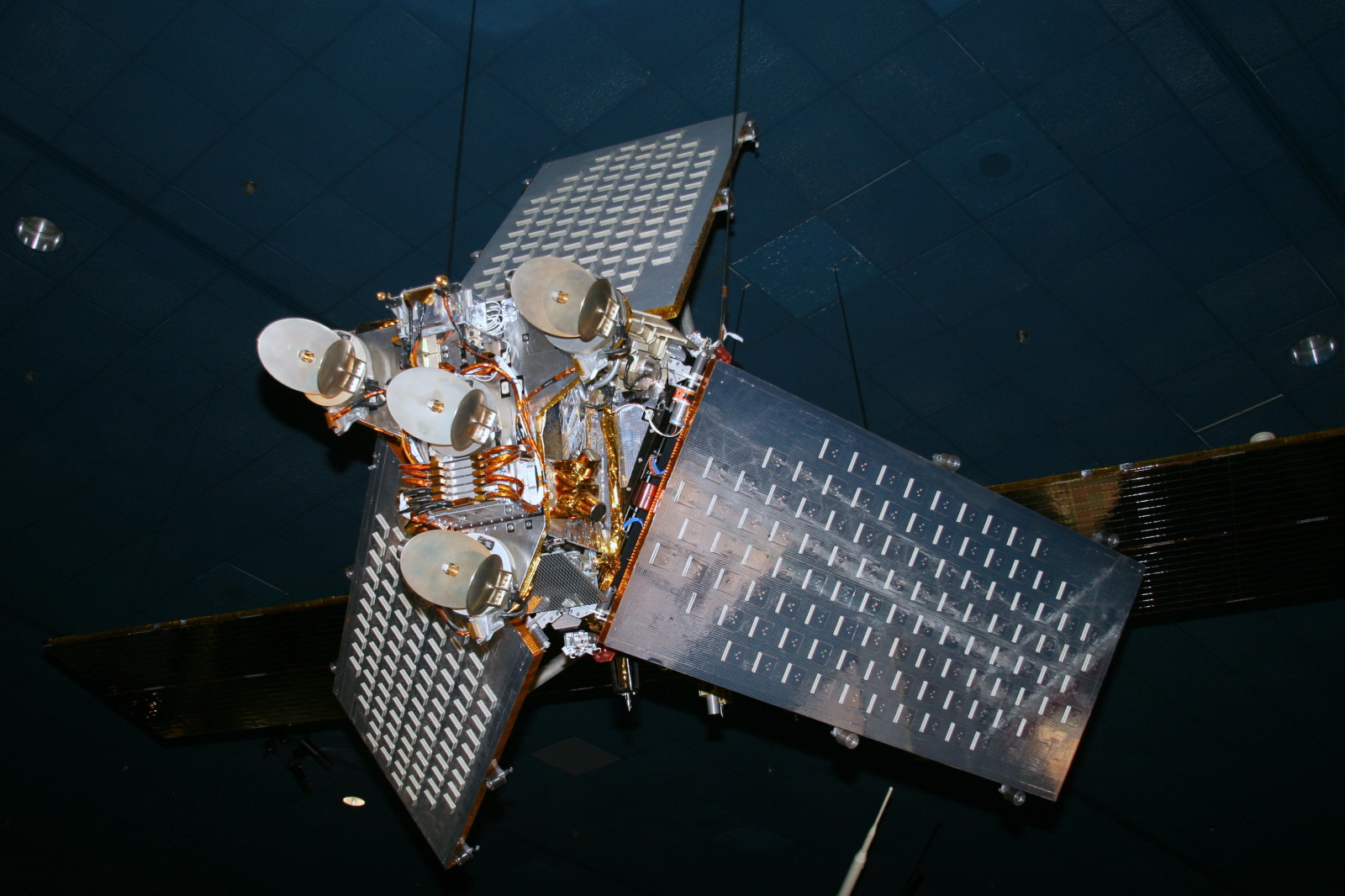
un satèl·lit Iridium

Iridium és una constel·lació de 66 satèl·lits de comunicacions que giren al voltant de la Terra en 6 òrbites baixes LEO a una alçada aproximada de 781 km de la terra i una inclinació de 86.4°. Cadascuna de les 6 òrbites consta d'11 satèl·lits equidistants entre si. Els satèl·lits triguen 100 minuts a fer la volta al món de pol a pol. Actualment, és propietat i és operada per l'empresa Iridium Communications.
La constel·lació Iridium va ser dissenyada per Motorola per proveir serveis de Serveis Satel·litaris Mòbils (SSM) amb cobertura global. El seu nom prové de l'element Iridi (Iridium en anglès) el qual té un nombre atòmic de 77, equivalent al nombre de satèl·lits que incloïa la constel·lació en el seu disseny original.

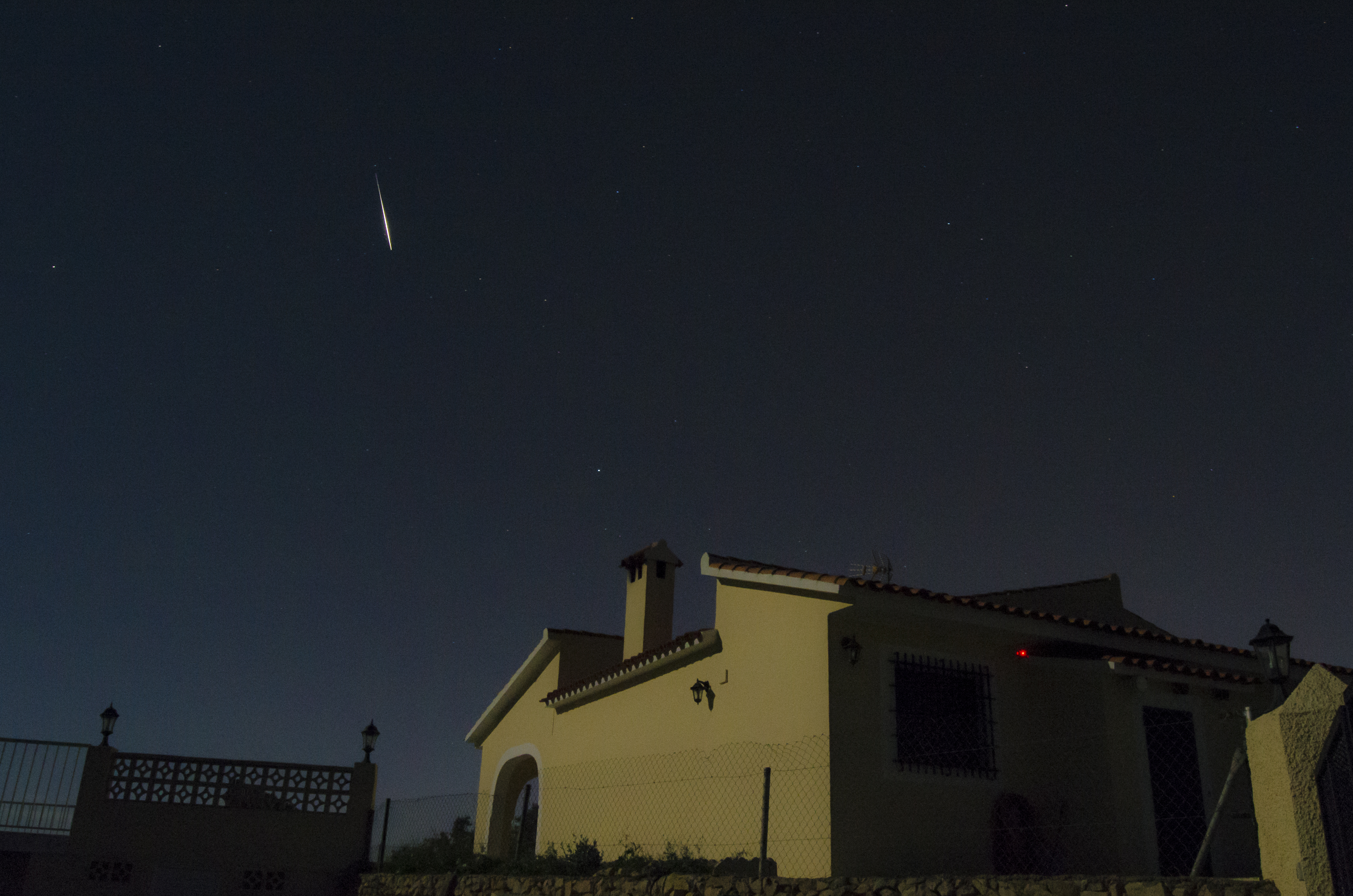
El satèl·lit Iridium 58 passant per damunt de la província d'Alacant el 24 de novembre de 2015. Foto de 15 segons d'exposició.

Aquest servei està prohibit per raons polítiques a Corea del Nord i Sri Lanka.
El sistema té com a objectiu proveir comunicació de veu i dades utilitzant dispositius portables en àrees fora de cobertura dels sistemes de comunicació tradicional com telefonia fixa o mòbil.

El sistema va ser posat en funcionament l'1 de novembre de 1998 i va fer fallida el 13 d'agost de 1999. Aquesta fallida va ser deguda en gran part a l'elevat cost dels terminals mòbils, 3.500,00 USD aproximadament i del servei en si, aproximadament de 7 USD per minut. Els preus dels telèfons mòbils terrestres, considerablement més barats, i l'aparició dels acords d'itinerància per al sistema GSM, durant la dècada que va portar la construcció del Iridium, va equiparar al sistema GSM amb una de les principals avantatges d'Iridium: cobertura global en àrees urbanes. Un altre fet que va contribuir a la fallida d'Iridium va ser la seva incapacitat per proveir serveis de dades d'alta velocitat, ja que la constel·lació de satèl·lits va ser dissenyada essencialment per a comunicacions de veu. Actualment Iridium ofereix comunicacions de dades de 2,4 Kbps nadius i un sistema de connexió a internet que emula 10 Kbps, la qual cosa limita les possibles aplicacions, per la qual cosa el fa servir, sobretot, per a l'enviament i recepció de correus electrònics a format de text.

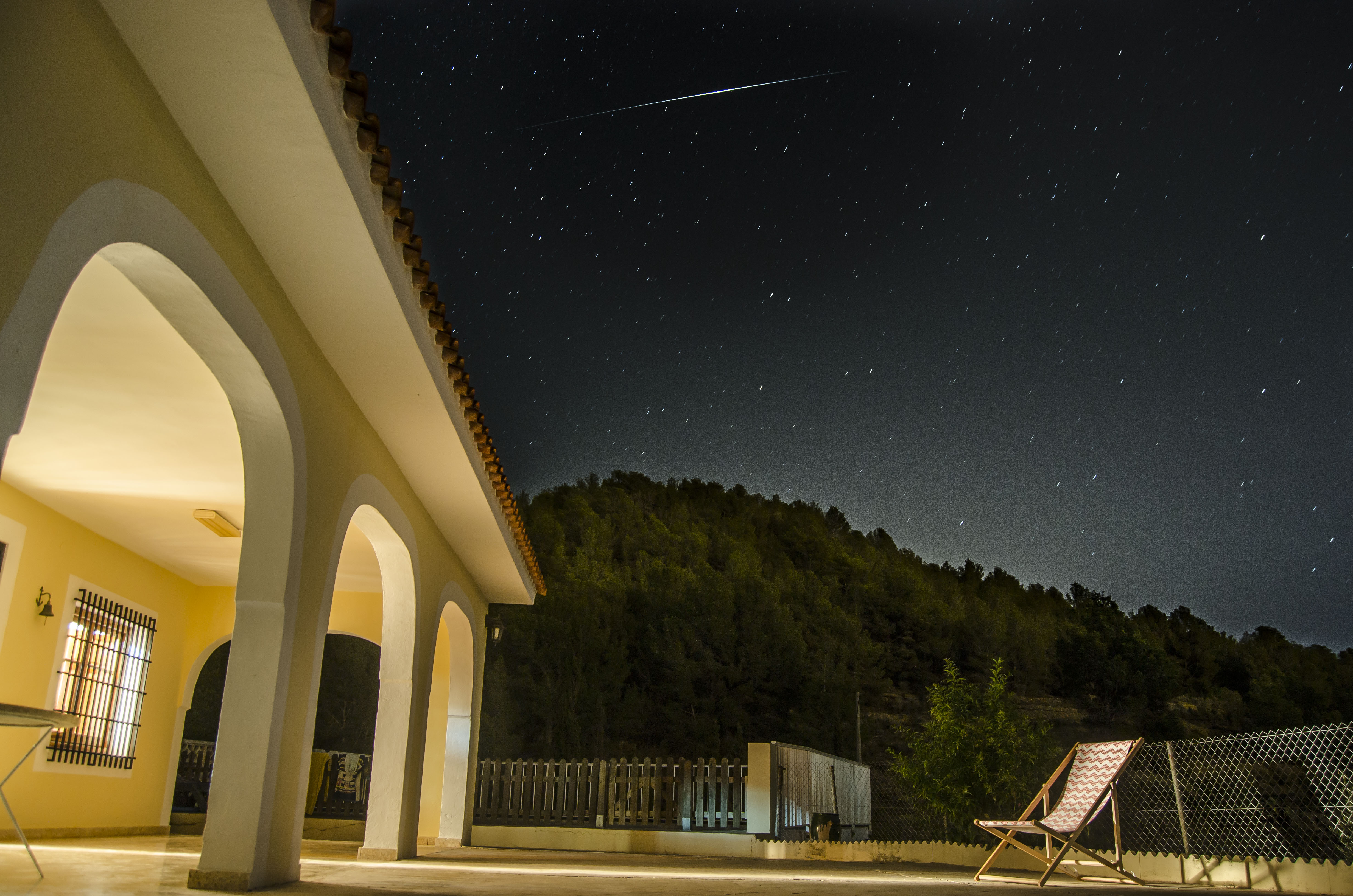
Fotografia d'un satèl·lit Iridium el 24/07/2016 a les 23:42. Província d'Alacant. 50 segons d'exposició.

Actualment les solucions d'Iridium, que va ser comprada i rellançada per nous socis, s'utilitzen activament en mercats verticals com els petroliers, miners, ecoturisme i militar. Després dels successos de l'11 de setembre de 2001 els organismes de seguretat Estats Units utilitzen solucions Iridium com el seu sistema preferit de telecomunicacions satelitales mòbils de veu. Només la Força Aèria dels Estats Units compta actualment amb més de 25.000 terminals actives.
El 2010, el preu del telèfon satelital Iridium més modern i únic en producció, l'Iridium 9555, és d'aproximadament 1.500,00 USD en els Estats Units. El cost per minut de comunicació és d'aproximadament 1,30 USD. El cost per minut és independent del país en què s'originin o acabin les trucades. No hi ha càrrecs per itinerància. Iridium compta amb un sistema d'enviament i recepció de missatges de text que permet rebre fins a 150 missatges de fins a 160 caràcters gratuïts per mes. Els telèfons Iridium 9505A i el nou 9555 poden també enviar e-mails directament utilitzant el teclat numèric. El cost de cada email enviat, que poden tenir un màxim de 160 caràcters és d'aproximadament 0,60 USD.
Iridium va llançar l'any 2009 el servei OpenPort, orientat principalment al segment marítim, el qual permet transmissions de dades de fins a 128 kbps amb cobertura global. El cost actual de la terminal Openport és aproximadament 5.500,00 USD i el cost de transmissió / recepció de dades aproximadament 5,00 USD x Megabyte. A la fi de l'any 2009 Iridium tenia ja venudes 1000 terminals Openport.
El 12 setembre 2011 Iridium comunicar oficialment que va sobrepassar els 500000 usuaris a tot el món.